# Tax1
Tax1是一种来源于人類嗜T淋巴球病毒一型（HTLV-1）的蛋白，在人体内表现为原癌蛋白，能与带有PDZ结构域的人类蛋白结合，影响多种细胞信号通路。

## 相关人类蛋白
- TAX1BP1[2]
- VAC14（TAX1BP2）
- TAX1BP3[3]